# Ante Tresić Pavičić
Ante Tresić Pavičić, född 10 juli 1867 i Vrbanj på ön Hvar, död 27 oktober 1949 i Split, var en kroatisk författare.
Tresić Pavičić blev filosofie doktor i Wien och ägnade sig sedan åt skönlitterär verksamhet och politisk journalistik. År 1904 invaldes han i dalmatinska lantdagen och 1907 i österrikiska riksrådet. Under första världskriget spelade han en ganska framstående roll som anhängare av den jugoslaviska rörelsen. 
Bland Tresić Pavičićs diktsamlingar märks Glasovi s mora jadranskoga ("Röster från Adriatiska havet", 1891), Nove pjesme (1894), Gjuli i ummbuli ("Rosor och hyacinter", 1900) och Sutonski soneti ("Skymningssonetter", 1904), dessutom de patriotiska dramerna Ljutovid Posavski, Simeon Veliki, Katarina Zrinjska och det romerska Finis reipublicæ.